# Walter Albath
Walter Bruno Hugo Albath (ur. 7 grudnia 1904 w Brodnicy, zm. 5 czerwca 1989 w Dortmundzie) – niemiecki prawnik, SS-Standartenführer oraz członek Gestapo.

## Życiorys
Nr SS: 260 971 Nr. NSDAP: 1 719 177. Podczas Kampanii wrześniowej był w randze SS-Sturmbannführera dowódcą Einsatzkommando 3/V w ramach Einsatzgruppe V pod dowództwem SS-Standartenfürera Ernsta Damzoga działającej przy 3 Armii.
W dniu 09.11.1943 r. awansował na SS-Standartenführera. Był szefem Gestapo w Königsbergu między 1941 a 1943, a później do końca wojny inspektorem tajnej Policji i SD w Wehrkreis.

## Po wojnie
Dnia 17 lutego 1946, został aresztowany przez brytyjską policję militarną w Hanowerze. W 1948 r. został skazany na 15 lat pozbawienia wolności. W sierpniu 1955 został zwolniony z więzienia. W 1956 pracował w agencji ubezpieczeniowej.